# Ulysses (Zeitschrift)
_ulysses erschien zuletzt als monatliche Zeitschrift für film- und technikinteressierte Bewohner urbaner Ballungsgebiete in der bunkverlag GmbH. Sie wurde erstmals im Februar 2002 unter dem Motto „get ready for tomorrow“ veröffentlicht, redaktionelle Schwerpunkte bildeten die Themen Kommunikation, Berufswelt, Szene- und Popkultur. 2003 erfolgte eine inhaltliche Neuausrichtung auf die Bereiche Film, Stars, DVD und Games, „stars & movies“ lautete seitdem der Untertitel des Magazins. Die letzte Ausgabe von _ulysses erschien im Juni 2009. Das Thema "Film" führt der bunkverlag in einem neu gelaunchten Zeitschriftentitel fort: meinKinoprogramm – das Programmheft für Kinogänger erschien erstmals am 25. Juni 2009.

## Ausrichtung
_ulysses hatte sich als People- und Trendmagazin bei einer jungen Leserschaft etabliert. Durch zahlreiche hochwertige Filmkritiken konnte es sich als Serviceheft bei den Kinogängern einen Namen machen.

## Verbreitung
Der Vertrieb von _ulysses erfolgte in Kinos, Musikclubs, Szenelokalen und Bühnenbetrieben sowie im Abonnement. Die Zeitschrift hat zuletzt eine IVW-geprüfte Auflage von 124.192 Exemplaren (II/2009, IVW).